# 潮流音乐节
潮流音乐节（英語：Flow Festival）是一个每年在芬兰赫尔辛基举办的城市音乐及艺术节。在音乐节上演出芬兰和国际上不同类型的音乐，不仅有知名的音乐家，也为新秀艺术家提供舞台。潮流音乐节也是一个关于城市空间、视觉艺术、电影放映、讨论、设计、以及饮食方面的聚会。举办地点在离市中心不远的一个已废置的发电厂及其四周。
2018年的音乐节上共有84,000名听众参加，超过140名艺术家参加了表演。2019年听众数量则有83,000人次。

## 历史
潮流音乐节是由芬兰音乐制作人托马斯·卡利奥（Tuomas Kallio）及其朋友们组成的音乐团体Nuspirit Helsinki创办的。创办人的目的是为芬兰音乐界及城市生活增添新的元素。自2004年起，潮流音乐节每年都在八月份的上半月举办。
在其超过十年的历史中，潮流音乐节曾在三个不同的地点举办过。音乐节也从一个小规模的灵魂乐及爵士乐俱乐部活动发展至北欧地区重要的音乐及艺术节，国际影响也日益增强。